# هرمان فيليبالد فيشر
هرمان فيليبالد فيشر (بالألمانية: Hermann Fischer)‏ هو مهندس ميكانيك ألماني، ولد في 4 فبراير 1896 في فلورنسا في إيطاليا، وتوفي في 17 يوليو 1922 في Saaleck Castle ‏ في ألمانيا.